# اچ‌ام‌ای‌اس استوارت (دی۰۰)
اچ‌ام‌ای‌اس استوارت (دی۰۰) (به انگلیسی: HMAS Stuart (D00)) یک کشتی بود که طول آن ۳۳۲ فوت ۷٫۵ اینچ (۱۰۱٫۳۸۴ متر) بود. این کشتی در سال ۱۹۱۸ ساخته شد.